# 小行星17703
小行星17703（17703 Bombieri）是一颗绕太阳运转的小行星，为主小行星带小行星。该小行星于1997年9月9日发现。

## 轨道参数
小行星17703的轨道半长轴为2.2034657 UA，离心率为0.025。